# Asota leuconota
Asota leuconota är en fjärilsart som beskrevs av Pieter Cornelius Tobias Snellen 1888. Asota leuconota ingår i släktet Asota och familjen nattflyn. Inga underarter finns listade i Catalogue of Life.